# Kopplingsdäck

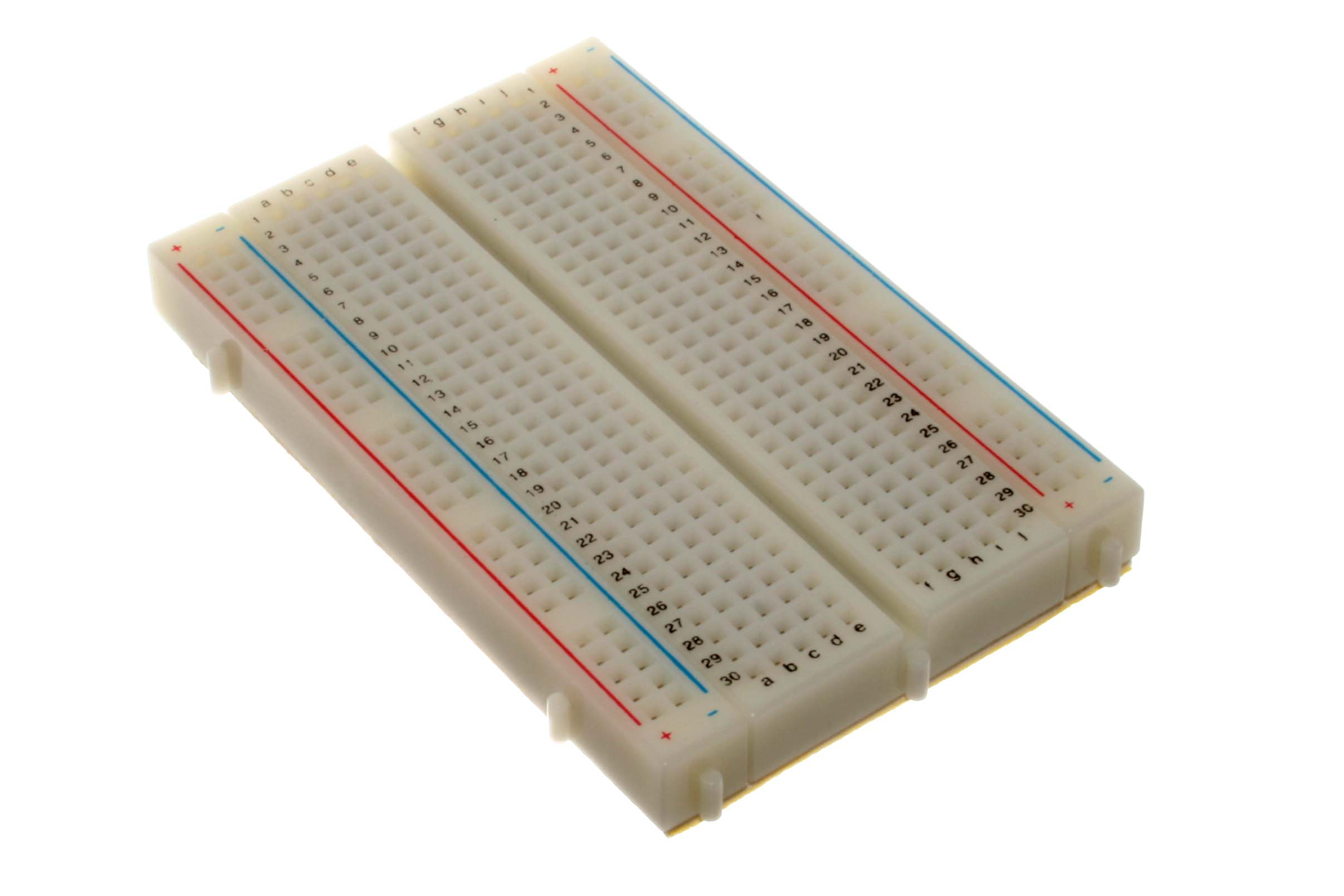
Kopplingsdäck med 400 kontaktpunkter.

Kontaktschema för kopplingsdäck med 300 kontaktpunkter.

Ett kopplingsdäck är en platta med kontakter för att snabbt kunna testa elektronikkonstruktioner. Eftersom kopplingsdäcket inte kräver att komponenterna löds fast går det att återanvända mellan projekt. Vanligtvis är avståndet mellan kontaktpunkterna 2.54 mm (0.1 tum) vilket gör att många komponenter kan placeras direkt på kopplingsdäcket. Kopplingsdäck används bl.a. inom utbildningar i elektronik.